# Jeffrey (film)
Jeffrey je americký hraný film z roku 1995, který režíroval Christopher Ashley podle stejnojmenné divadelní hry. Snímek měl světovou premiéru dne 4. srpna 1995.

## Děj
Jeffrey je neúspěšný newyorský herec, který se živí jako číšník. Protože se AIDS stává stále důležitějším problémem, zejména v gay komunitě, a strach z něj narůstá, rozhodne se Jeffrey zdržet se sexu. Jakmile se ale takto rozhodne, zamiluje se do Steva z posilovny. Právě když se rozhodne změnit svůj plán život bez sexu, dozví se, že Steve je HIV pozitivní a Jeffreymu se zhroutí svět. Zoufale se snaží na Steva už nenarazit, ale nemůže ho dostat z mysli. Jeffreyho přátelé Sterling a Darius se ho neustále snaží přesvědčit, aby dal Stevovi šanci. Příběh konečně nabere obrátky, když virus propukne u Dariuse, který je HIV pozitivní.

## Obsazení
| Steven Weber       | Jeffrey            |
| Michael T. Weiss   | Steve              |
| Patrick Stewart    | Sterling           |
| Bryan Batt         | Darius             |
| Sigourney Weaver   | Debra Moorhouse    |
| Victor Garber      | Tim                |
| Kathy Najimy       | Acolyte            |
| Christine Baranski | Ann Marwood Bartle |
| Irma St. Paule     | Matka Tereza       |
| Ethan Phillips     | Dave               |
| Olympia Dukakis    | paní Marcangelo    |
| Nathan Lane        | otec Dan           |